# Glénouze
Glénouze é uma comuna francesa na região administrativa da Nova Aquitânia, no departamento de Vienne. Estende-se por uma área de 9,65 km². Em 2010 a comuna tinha 102 habitantes (densidade: 10,6 hab./km²).